# Sânsimion
Sânsimion es una comuna ubicada en el distrito de Harghita, Rumania.

## Superficie
Cuenta con una superficie de 66,45 kilómetros cuadrados.

## Demografía
Hasta 2021 la población era de 3407 habitantes, con una densidad de población de 51,27 habitantes por kilómetro cuadrado.